# Elecciones presidenciales de Estados Unidos de 1976
La elección presidencial de Estados Unidos de 1976 fue llevada a cabo el 2 de noviembre de 1976. El presidente republicano Gerald Ford se enfrentó ante el demócrata Jimmy Carter, quien era el gobernador del estado de Georgia. El tema principal de estos comicios fue el caso Watergate, el cual había provocado la renuncia de Richard Nixon dos años antes.

## Trasfondo
Gerald Ford, quien había reemplazado al renunciado Spiro Agnew como vicepresidente, había llegado a la jefatura de Estado en agosto de 1974 tras la dimisión del presidente Richard Nixon, quien estaba a punto de ser interpelado por el escándalo Watergate. El indulto al ahora expresidente significó un gran costo político para Ford, quien también tuvo que enfrentar riñas con los Republicanos respecto a su poca determinación.
La situación económica tampoco era muy alentadora: la crisis del petróleo de 1973 había provocado una grave crisis financiera para fines de 1975, cuyos efectos más visibles fueron un alto desempleo y una inflación galopante (esto, junto al bajo crecimiento dio origen al término estanflación). La derrota militar en Vietnam resultó ser otro duro golpe al orgullo estadounidense.

## Candidatos

### Partido Demócrata
La convención nacional del partido se celebró en el Madison Square Garden de Nueva York entre el 12 y el 15 de julio. El relativamente desconocido gobernador sureño Jimmy Carter logró imponerse ante rivales más conocidos como los gobernadores Jerry Brown y George Wallace (candidato independiente en 1968) o el senador Henry M. Jackson, principalmente debido al hastío con el llamado establishment por Watergate.
Carter escogió como compañero de fórmula a Walter Mondale, senador por Minnesota y protegido del exvicepresidente Hubert Humphrey.

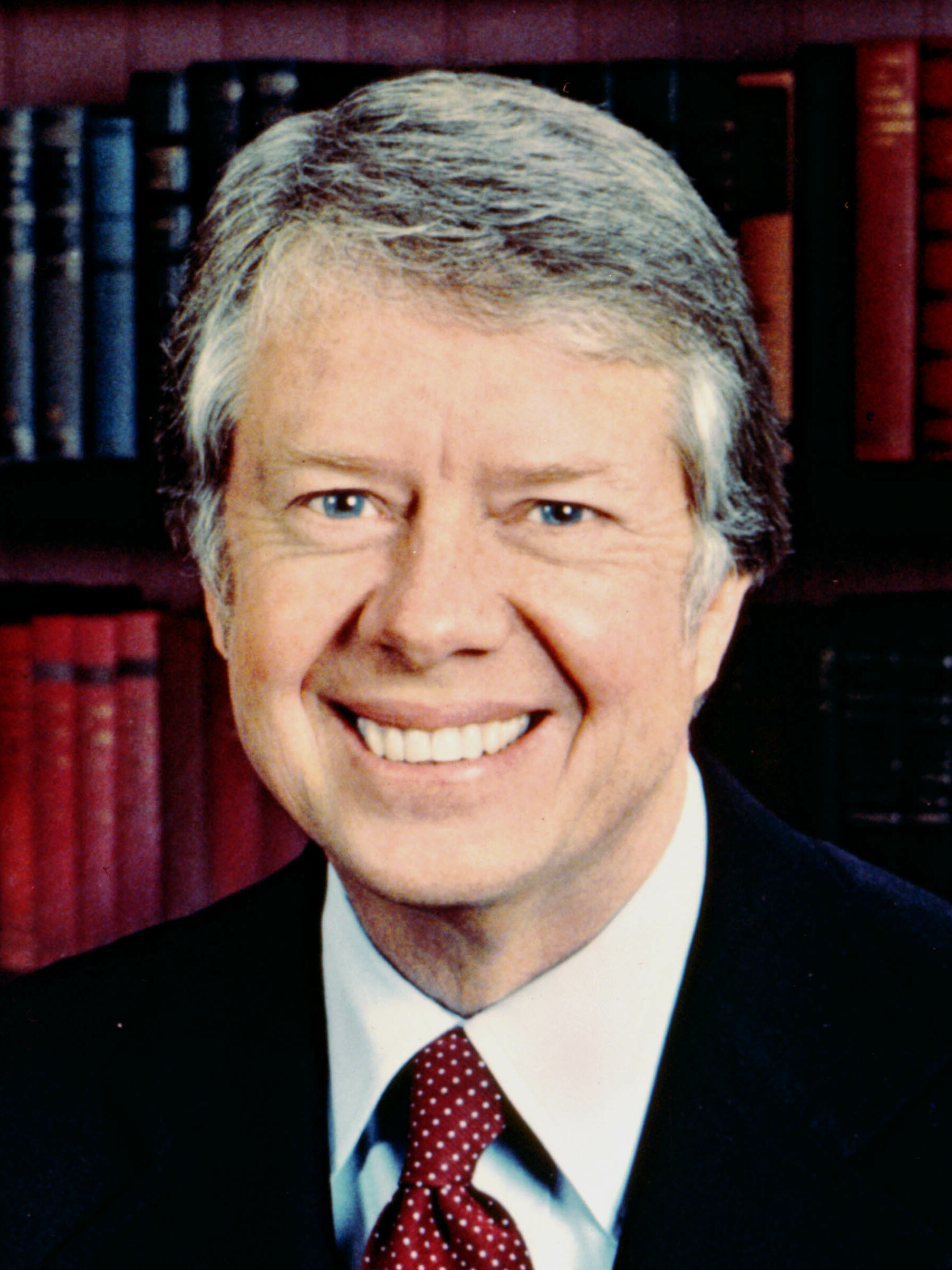
Gobernador Jimmy Carter de Georgia
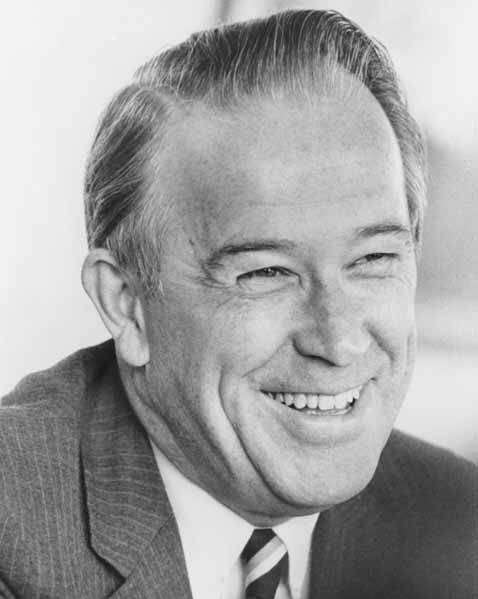
Senador Henry M. Jackson de Washington
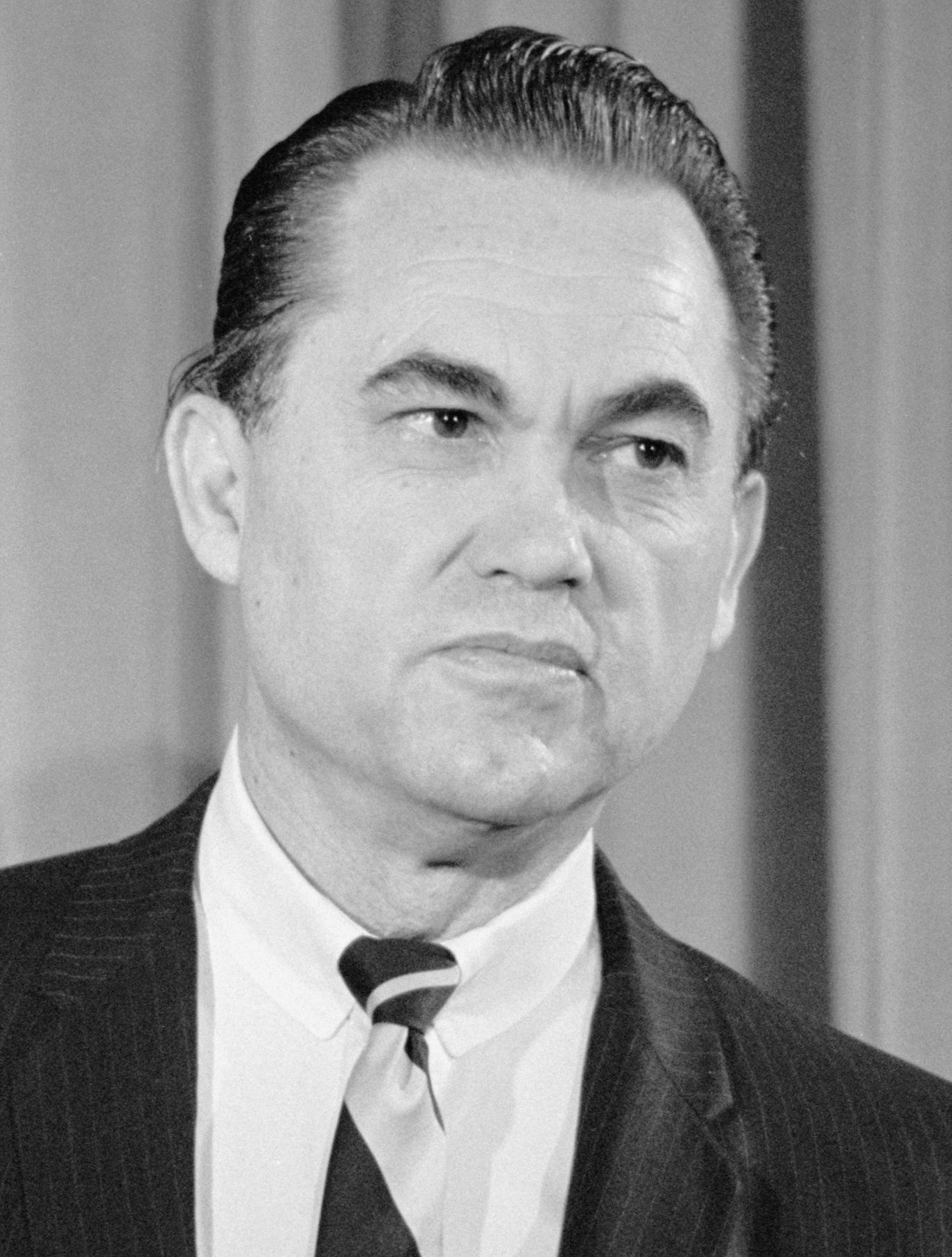
Gobernador George Wallace de Alabama
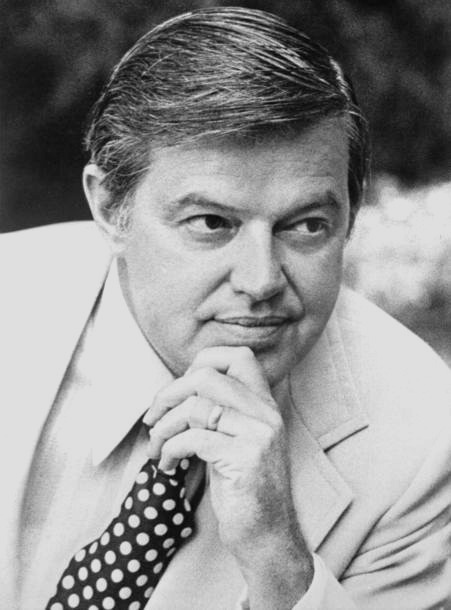
Senador Frank Church de Idaho
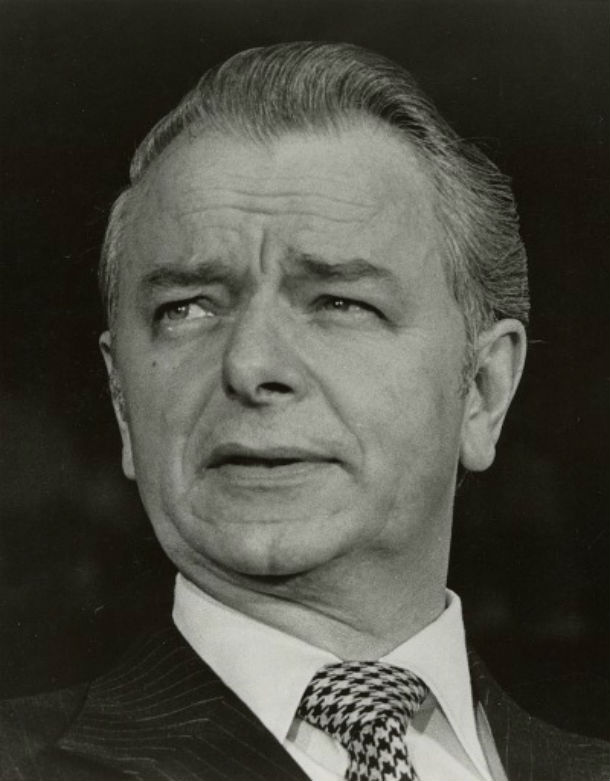
Senador Robert Byrd de Virginia Occidental
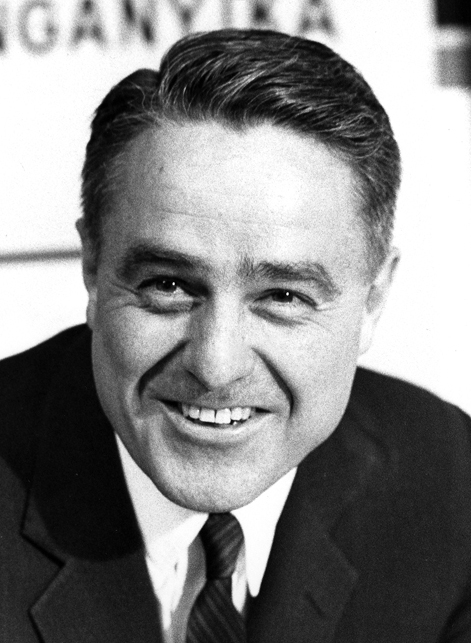
Embajador estadounidense en Francia Sargent Shriver de Maryland
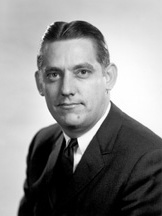
Senador Fred Harris de Oklahoma
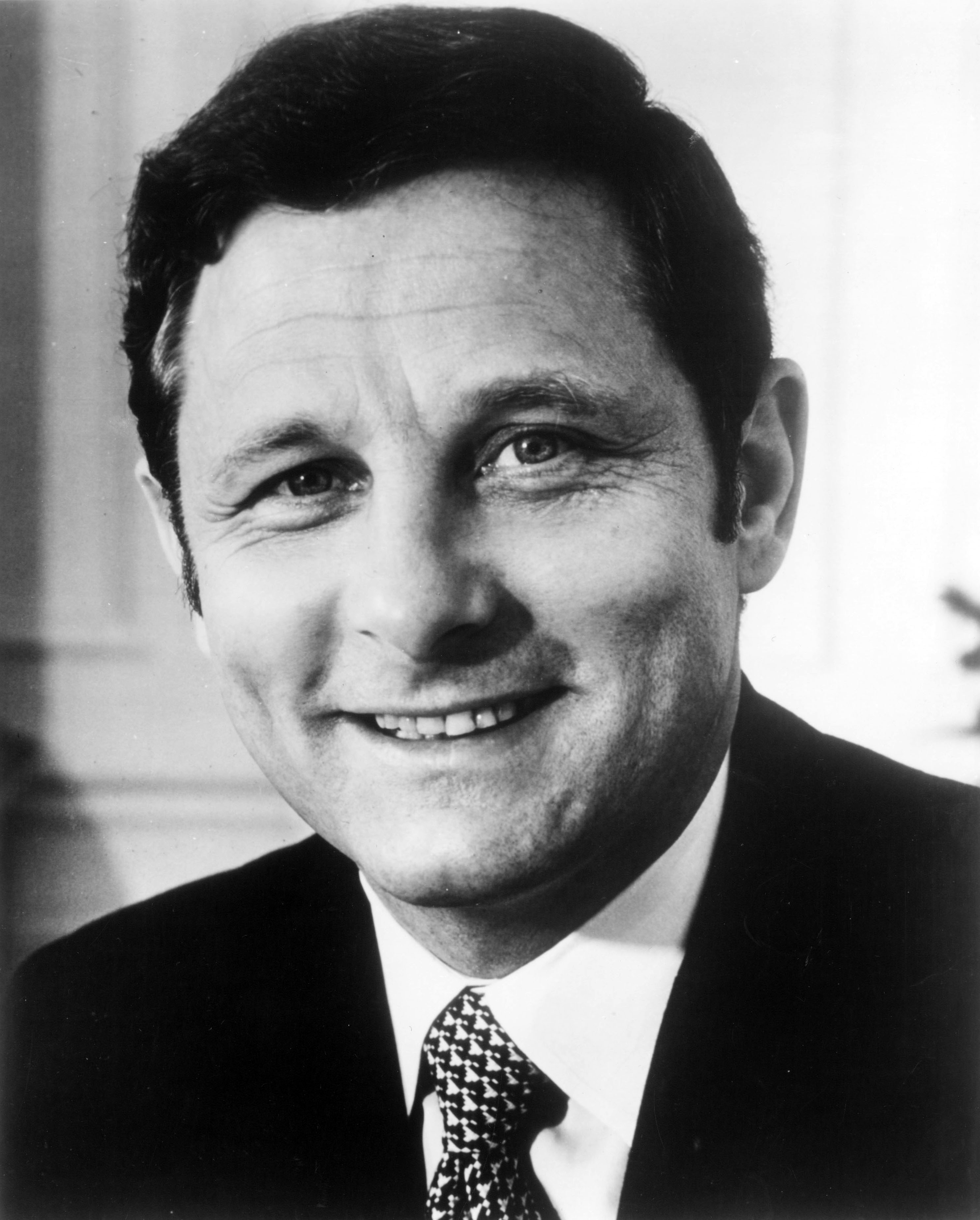
Senador Birch Bayh de Indiana
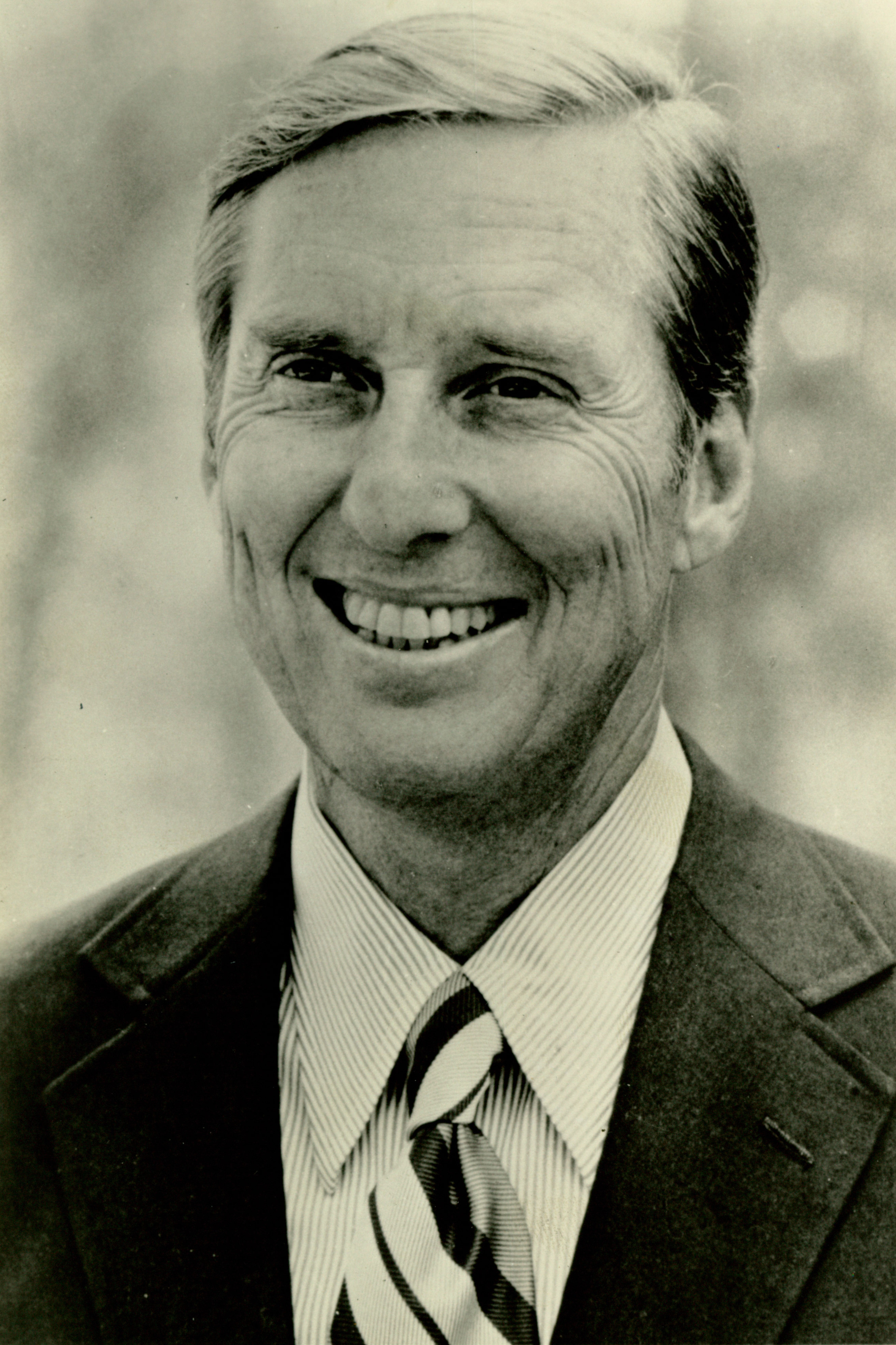
Senador Lloyd Bentsen de Texas
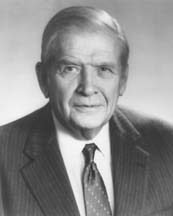
Gobernador Terry Sanford de Carolina del Norte

### Partido Republicano

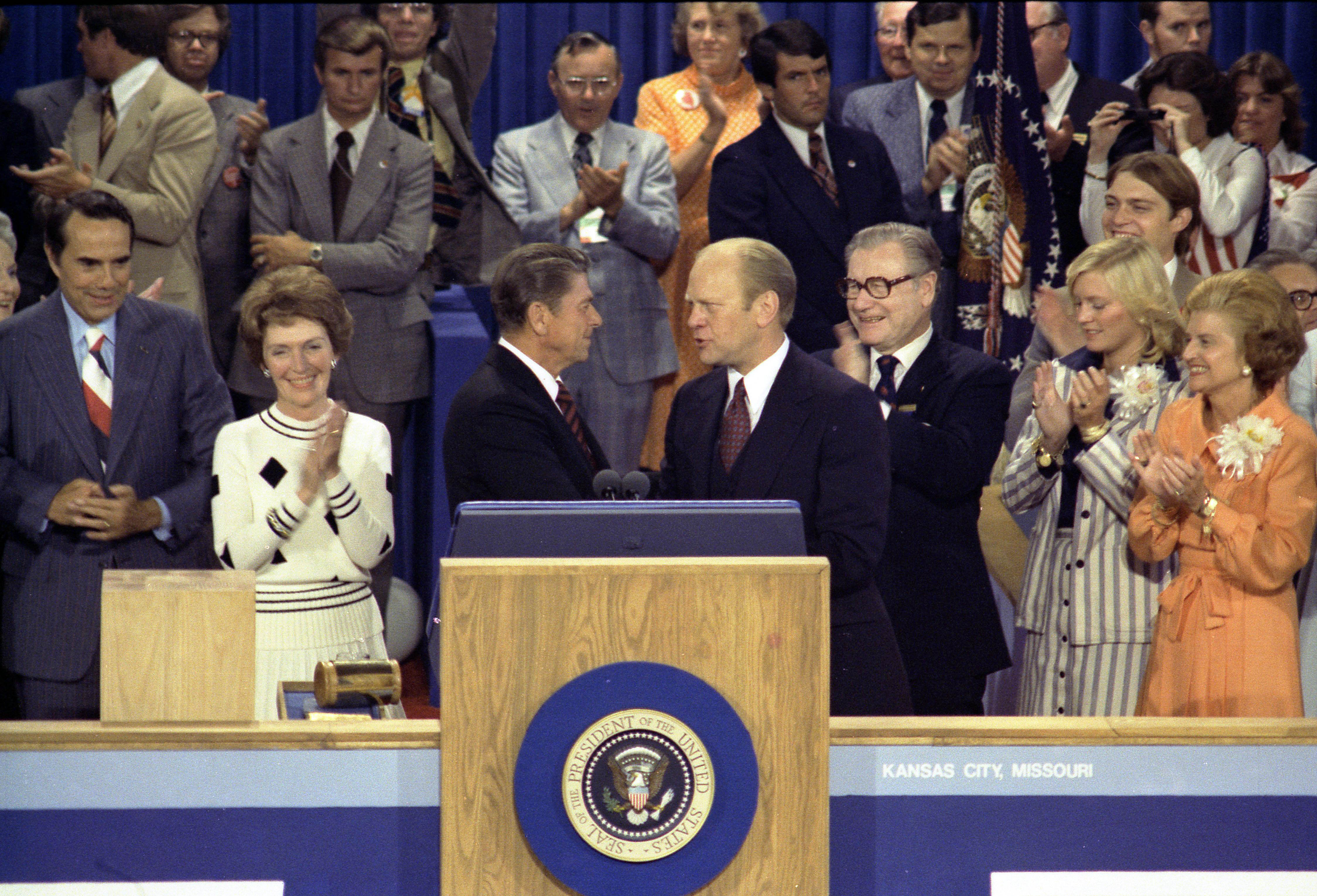
Fin de la Convención Nacional Republicana de 1976 en el Kemper Arena de Kansas City. El candidato a vicepresidente Bob Dole y Nancy Reagan a la izquierda, Ronald Reagan en el centro felicitando al presidente y candidato del partido Gerald Ford por su victoria en esa Convención, el vicepresidente saliente Nelson Rockefeller a la derecha de Ford, seguido por Susan Ford y la primera dama Betty Ford.

El Partido Republicano proclamó como candidato, tras unas estrechas primarias, al presidente Gerald Ford. El presidente, ya impopular entre el público, tampoco despertaba mucho entusiasmo en su propio partido. El exgobernador (y futuro presidente) Ronald Reagan canalizó este descontento representando principalmente a las facciones más conservadoras del partido. 
Cuando el partido se reunió en Kansas City en agosto aún no había seguridad de quien iba a ser el nominado. Sin embargo Ford logró conseguir los delegados necesarios, superando a Reagan por 117 delegados.
Ford escogió al senador Bob Dole de Kansas como compañero de fórmula. El vicepresidente Nelson Rockefeller había declinado seguir considerando el rechazo existente en su partido.

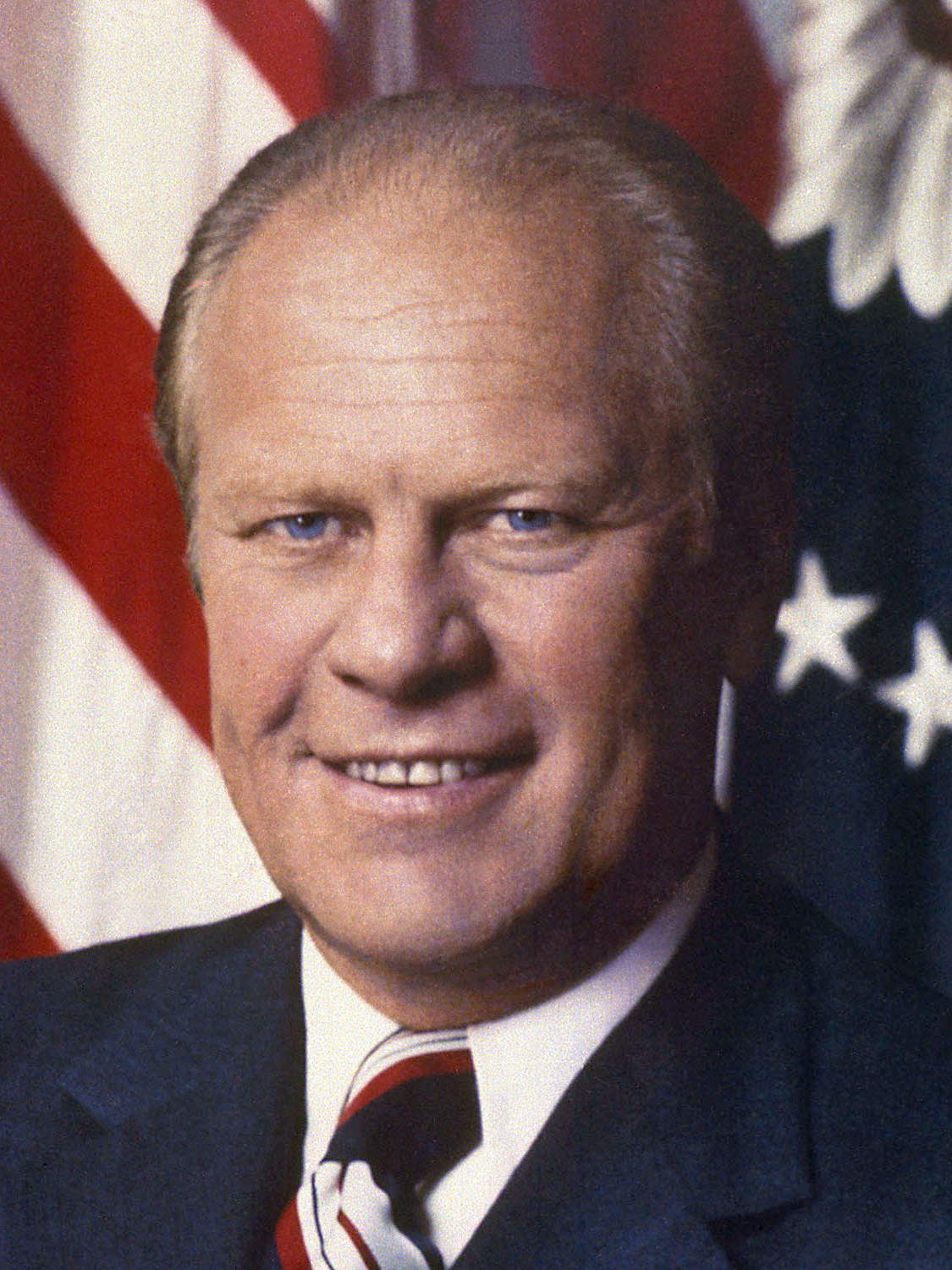
Presidente Gerald Ford
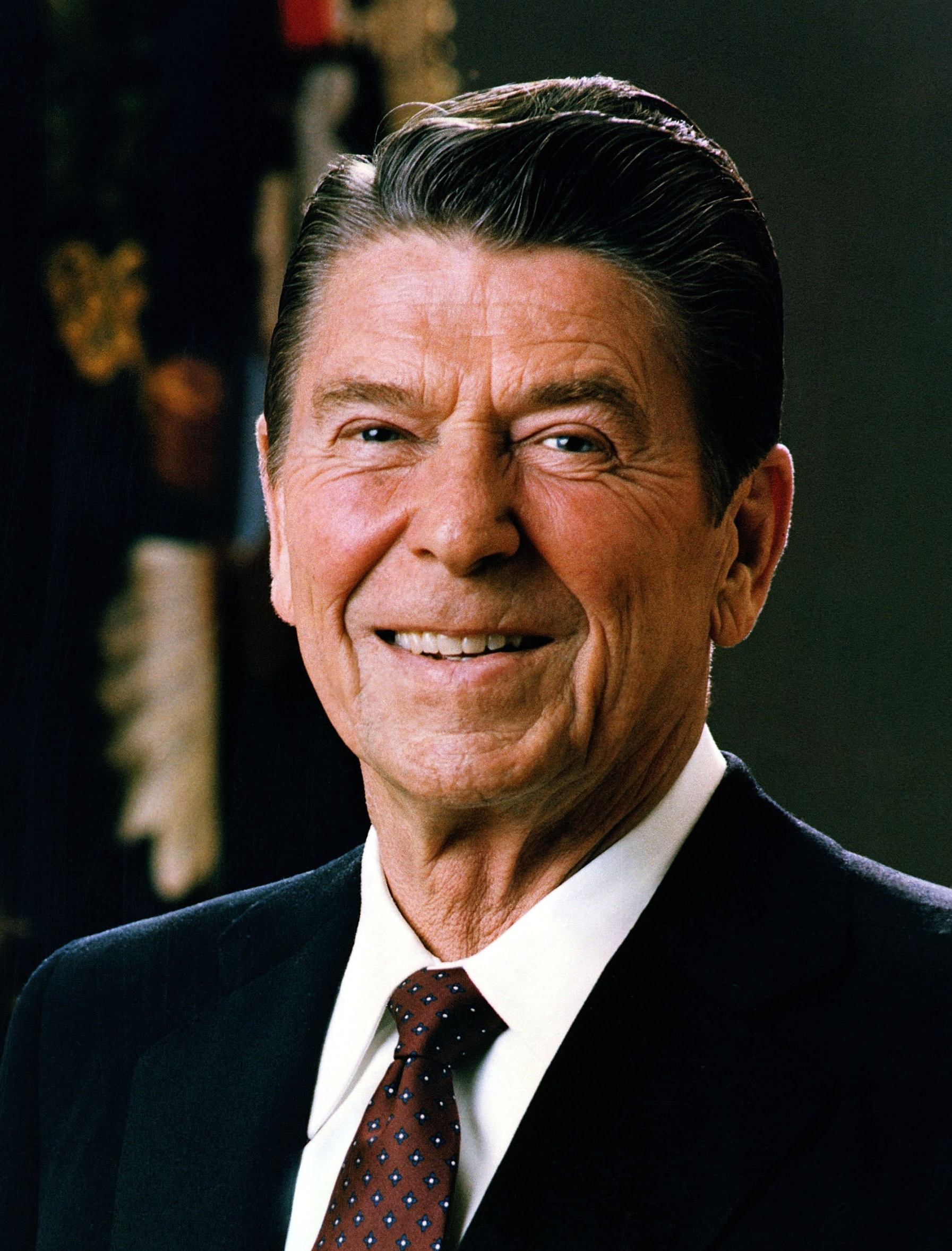
Ex-Gobernador Ronald Reagan de California

### Otros candidatos
- El exsenador Demócrata por Minnesota Eugene McCarthy fue candidato independiente.
- El partido Libertario nominó a Roger MacBride de Vermont, quien se hizo conocido por ser un "elector tránsfuga" en 1972.

## Notas

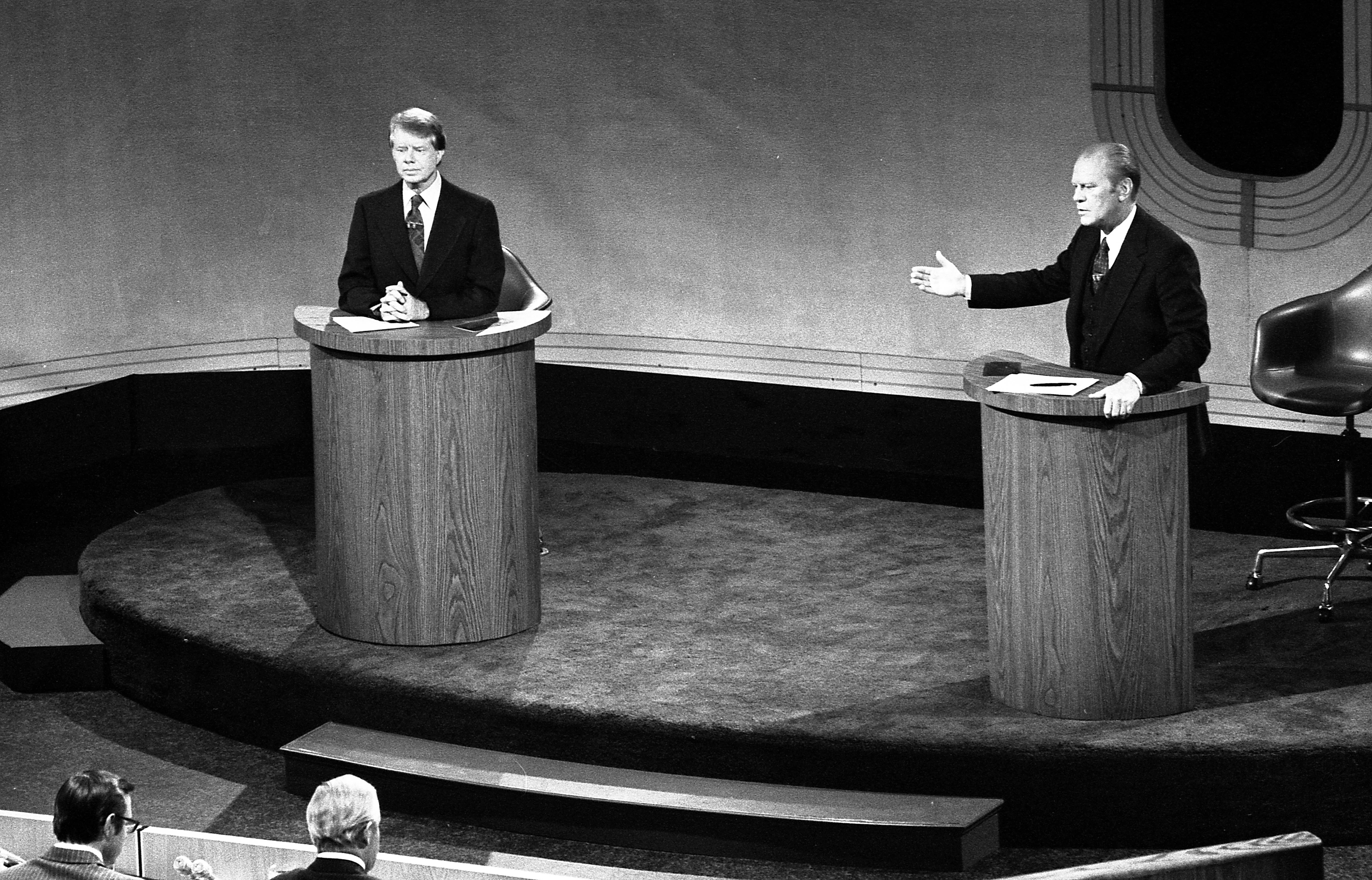
Debate entre Jimmy Carter y Gerald Ford el 23 de septiembre de 1976.

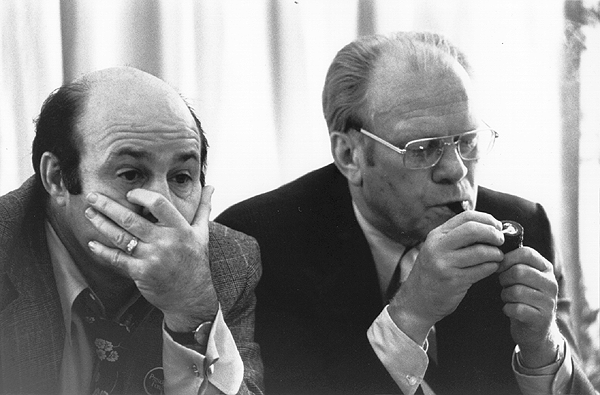
La reacción de Gerald Ford (derecha) y Joe Garagiola ante la noticia de la victoria de Carter en Texas, la noche de las elecciones de 1976.